# Provinziallandtag (Preußen)

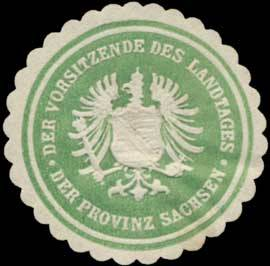
Siegelmarke Der Vorsitzende des Landtages der Provinz Sachsen

Die Provinziallandtage waren die Parlamente der Provinzen Preußens.

## Provinziallandtage (Provinzialstände) im preußischen Staat
Die ersten Provinziallandtage in Preußen wurden als provinzielle Vertretungskörperschaften auf ständischer Grundlage unter dem Namen Provinzialstände durch das Allgemeine Gesetz wegen Anordnung der Provinzialstände vom 5. Juni 1823 und nachfolgende Gesetze zu den einzelnen acht Provinzen angeordnet und in den Jahren 1824 bis 1827 eingerichtet. Eine gesamtstaatliche Stände- oder Volksvertretung gab es damals in Preußen nicht, so dass die Provinzialstände zunächst die parlamentarischen Einrichtungen der höchsten Ebene darstellten. Die Provinzialstände hatten weitgehend beratende Funktion; wo sie über Angelegenheiten der Provinz beschließen durften, unterstanden sie königlicher Aufsicht. Ein Gesetzgebungs- oder Steuerbewilligungsrecht besaßen sie nicht.
→ siehe Provinzen Preußens
Das Vertretungsrecht besaßen lediglich Grundbesitzer, die je nach Art und Größe des Grundbesitzes zu den Ständen der Ritterschaft (Besitzer eines landtagsfähigen Ritterguts), der Städte oder der ländlichen Grundbesitzer gehörten. Hinzu kamen in manchen Provinzen die Standesherren, ehemalige Reichsstände, die Virilstimmen besaßen.
Die Provinzialstände sollten bei Gesetzen über Personen- und Eigentumsrechten sowie Steuern die Regierungen durch Gutachten beraten. Nur in provinziellen Kommunalfragen hatten sie legislative Befugnisse. Vom Adel beherrscht, wurden die Provinzialstände zu einem vorwiegend konservativen Vertretungselement im Staat und zu Organen des Provinzpartikularismus.
Nur in den rheinischen, westfälischen, preußischen und schlesischen Provinzialständen bildete sich in den 1840er Jahren eine gemäßigt-liberale Opposition heraus. Auf die Forderung des Provinziallandtags in der Provinz Preußen von 1840, die versprochene gesamtstaatliche Repräsentation zu schaffen, wurden ständische Ausschüsse eingeführt, die in der Zeit zwischen den Sessionen tagten. Darüber hinaus debattierten sie als Vereinigte Ausschüsse über gesamtstaatliche Fragen. 1847 berief Friedrich Wilhelm IV. erstmals alle preußischen Provinzialstände als Vereinigten Landtag, um die von der antifeudalen Opposition geforderte Einführung einer Volksvertretung zu umgehen.
Im Zuge der Revolution von 1848 abgeschafft, wurden die Provinzialstände in der nachrevolutionären Reaktionsära durch die Verordnung vom 18. Mai 1851 reaktiviert. Erst durch die preußische Provinzialordnung aus dem Jahre 1875 wurden sie in ihrer bisherigen Form aufgehoben.
Nach dem Deutschen Krieg von 1866 konstituierte sich am 11. Oktober 1868 in der Provinz Schleswig-Holstein der Provinziallandtag Schleswig-Holstein.

## Hessen-Nassau, Hohenzollern und Pommern
Während für die übrigen Provinzen je ein Provinziallandtag gebildet wurde, galten für die Provinz Hessen-Nassau, Pommern und die Hohenzollerischen Lande abweichende Regelungen. 
In Pommern bestanden der Kommunallandtag von Neuvorpommern und Rügen sowie der Kommunallandtag von Altvor- und Hinterpommern noch bis 1881, bis ihre Zuständigkeiten auf den pommerschen Provinziallandtag übergingen. 
Nach der Annexion der Freien Stadt Frankfurt, des Kurfürstentums Hessen-Kassel und des Herzogtums Nassau wurde für jedes der drei Gebiete jeweils ein Kommunallandtag gebildet. Die Volksvertretung erfolgte also in der Provinz Hessen-Nassau auf Ebene der Regierungsbezirke Wiesbaden (Nassauischer Kommunallandtag) und Kassel (Kurhessischer Kommunallandtag). Bis zur Verwaltungsreform 1885/86, die zur Eingliederung Frankfurts und seiner Landgemeinden in den Regierungsbezirk Wiesbaden führte, bestand zusätzlich noch der Kommunalständische Verband Frankfurt. Die Reform fasste die Kreise der Regierungsbezirke je zu einem höheren Kommunalverband zusammen, Bezirksverband Kassel bzw. Wiesbaden genannt, die die Aufgaben erfüllten, die sonst ein Provinzialverband übernahm. 
In den schon 1850 angeschlossenen Hohenzollerischen Landen bestand die Volksvertretung ab 1875 im Kommunallandtag für den 1873 gegründeten Hohenzollerischen Landeskommunalverband.

## Provinziallandtage aufgrund der Provinzialordnung von 1875
Provinziallandtage wurden in Preußen aufgrund der Provinzialordnung vom 29. Juni 1875 gebildet. Die Mitglieder wurden durch die Magistrate der Städte und die Kreistage der Provinz auf sechs Jahre gewählt. Der Provinziallandtag sollte alle zwei Jahre vom König einberufen werden.
Die Provinziallandtage wurden wesentlich gestärkt. Sie waren nun Selbstverwaltungskörperschaften mit eigenen Finanzen
und eigenem Aufgabenkreis (Staatschausseen, Sozialfürsorge, Melioration, Förderung von Wissenschaft und Kunst, Wohnungs- und Siedlungswesen). Auch trug die Tatsache, dass die Provinziallandtage öffentlich tagten, zur Erhöhung ihrer Wirkung bei.
Der Provinziallandtag wählte aus seiner Mitte den Provinzialausschuss.
Da in Preußen weit über die Hälfte der Einwohner des Deutschen Reiches lebten, war der Preußische Landtag als Landesparlament die Volksvertretung für eine große Zahl von Bürgern. Weil die jeweiligen Provinzen des Landes Preußen nach Fläche und Einwohnerzahl größer waren als die meisten anderen deutschen Länder, repräsentierten ihre eigenen Provinziallandtage – mehr als der preußische Landtag selbst – die regionale Volksvertretung. Sie lassen sich daher eher mit den  Landtagen der anderen Länder vergleichen.
Im erst zum 1. Juli 1876 angeschlossenen Herzogtum Sachsen-Lauenburg (nach Preußen eingegliedert als Kreis Herzogtum Lauenburg) bestand die Volksvertretung im Kommunallandtag für den 1872 gegründeten Lauenburgischen Landeskommunalverband. Gebiet und Aufgaben des Landeskommunalverbandes bestanden bis 1945.

## Provinziallandtage in der Weimarer Republik

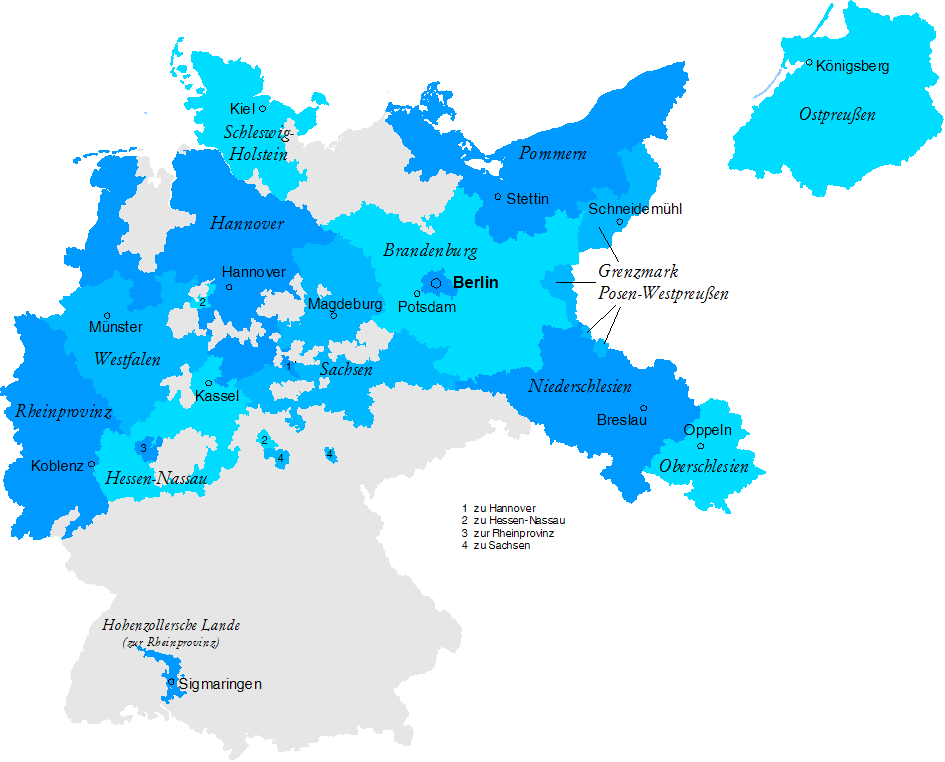
Die zwölf preußischen Provinzen, 1922–1938

Die Provinziallandtage im Freistaat Preußen (Berlin: Stadtverordnetenversammlung; Posen-Westpreußen und Hohenzollern: Kommunallandtag) waren die Parlamente der Provinzen. Rechtsgrundlage waren die Regelungen des Abschnitts VIII der Verfassung des Freistaats Preußen vom 30. November 1920.
Sie wurden auf vier Jahre gewählt. Ihre Mitgliederzahlen richteten sich nach der Einwohnerzahl der Provinz. Die Provinziallandtage wählten den Landeshauptmann (in Berlin: Oberbürgermeister; in Brandenburg: Landesdirektor) und bildeten aus ihrer Mitte jeweils den Provinzialausschuss.
Aus den Reihen der Provinziallandtage wurden 13 der 26 (zeitweise 27) Vertreter Preußens in den Reichsrat entsandt. Vertreter der Provinziallandtage bildeten den preußischen Staatsrat (Abschnitt IV der Verfassung des Freistaats Preußen vom 30. November 1920).
Neu hinzugekommen war 1922 der Provinziallandtag der Grenzmark Posen-Westpreußen. 1926 fanden erstmals auch im Lauenburgischen direkte Wahlen zum Provinziallandtag Schleswig-Holstein statt (nachholend für die Provinzialwahlen am 29. November 1925), so dass die Lauenburger seither direkt gewählte Vertreter in den Lauenburgischen Kommunal- und den Schleswig-Holsteinischen Provinziallandtag entsandten.

## Rechtsnachfolger in der Bundesrepublik
Während im größten Teil des ehemaligen preußischen Staates die provinziellen Selbstverwaltungseinrichtungen mit der Auflösung der Provinzen verschwanden, existieren bzw. existierten in einigen Bundesländern Nachfolgeeinrichtungen. In Nordrhein-Westfalen etwa knüpfen die Landschaftsverbände Rheinland und Westfalen-Lippe direkt in Struktur und Aufgaben an die früheren Einrichtungen an. Der Bezirksverband Wiesbaden bestand bis 1953, der Hohenzollerische Landeskommunalverband bis 1973.